# T-모바일 센터
T-모바일 센터(영어: T-Mobile Center)은 미국 미주리주 캔자스시티에 위치한 실내 경기장이다.